# Kinkala
Kinkala is een stad in het zuiden van Congo-Brazzaville. Het is de hoofdstad van het district Kinkala en van de regio Pool, en ligt ongeveer 50 kilometer ten westen van de hoofdstad van het land Brazzaville. Bij de volkstelling van 2007 had Kinkala circa 35.000 inwoners.
De stad is via de autoweg N1 met Brazzaville verbonden. Per auto over deze geasfalteerde weg naar Brazzaville duurt 45 minuten tot een uur. De Kenya Electricity Generating Company levert van 18 tot 23 uur elektriciteit. De rest van de dag dienen de bewoners eigen generatoren te gebruiken.
Het Bisdom Kinkala heeft zijn zetel in Kinkala.
Kinkala had zoals andere plaatsen veel te lijden van gevechten tijdens de burgeroorlogen in Congo-Brazzaville tussen 1993 en 2003. Deze vonden plaats tussen enerzijds de regering en de geallieerde strijdkrachten en anderzijds de  Ninjas en Cocoyes (rebellen die volgelingen waren van Bernard Kolélas, en na diens vlucht van Pasteur Ntumi). Ook in Kinkala werden veel mensen gedood en gebouwen verwoest.
Kinkala is de stad van André Matswa, initiatiefnemer van een messiaanse beweging die floreerde na zijn dood in deportatie in 1942 in Tsjaad. Zijn beeld siert de stad. De stad herbergt ook het kleine Croix-Koma-museum.